# مجلس نمایندگان تاجیکستان
مجلس نمایندگان تاجیکستان (تاجیکی: Маҷлиси намояндагон) یکی از دو مجلس عالی تاجیکستان است. حزب خلق دموکرات تاجیکستان از سال ۲۰۰۰ حزب حاکم در این مجلس بوده‌است. این مجلس ۶۳ کرسی دارد؛ ۴۱ نماینده یا ۶۵ درصد نمایندگان مجلس در حوزه‌های انتخاباتی تک‌نفری انتخاب می‌شوند، ۲۲ نماینده پارلمان یا ۳۵ درصد از اعضای مجلس بر اساس فهرست حزبی برگزیده خواهند شد.

## رئیس مجلس نمایندگان
| ریاست               | وارد خدمت شد | پایان خدمت   |
| ------------------- | ------------ | ------------ |
| سادیرو خیرالله‌اف    | ۲۷ مارس ۲۰۰۰ | ۱۶ مارس ۲۰۱۰ |
| شوکورجان ظهروف      | ۱۶ مارس ۲۰۱۰ | ۱۷ مارس ۲۰۲۰ |
| محمد طاهر ذاکر زاده | ۱۷ مارس ۲۰۲۰ | در حال خدمت  |